# Valentín Metón
Valentín Metón (Tafalla, Navarra, 1810 - Saragossa, Aragó, 1860) fou un compositor espanyol del Romanticisme. Rebé les primeres lliçons de música del mestre Nicolás Ledesma, en aquell temps mestre de capella i organista a Tafalla, i més tard, a Saragossa, estudià composició musical amb Antonio Ibáñez i l'orgue amb Ramón Ferreñac. En les oposicions a la plaça d'organista en la catedral de Pamplona assolí el segon lloc, i poc temps després de la d'Estella. El 1833 concorri a les oposicions d'organista del Pilar de Saragossa, aconseguint aquesta plaça, que desenvolupà fins a la seva mort. Cultiva el gènere religiós, i cap a mitjan segle xix figurava en la cresta de compositors.